# 阿尼马丹略
阿尼马丹略（法語：Any-Martin-Rieux）是法国皮卡第大区埃纳省的一个市镇，属于韦尔万区欧邦通县。该市镇2009年时的人口为456人。

## 人口
阿尼马丹略人口变化图示
| 数据来源：INSEE |